# Pithecia rylandsi
Pithecia rylandsi (лат.) — спорный вид приматов из семейства саковых. Возможно, младший синоним Pithecia irrorata.

## Систематика
Этот вид был описан в 2014 году приматологом Лаурой Марш вместе с четырьмя другими видами саки по результатам морфологического анализа имеющихся в распоряжении учёных образцов этих приматов. Результаты были опубликованы в журнале «Neotropical Primates». Видовое название в честь приматолога Энтони Райлендса.
Серрано-Вильявисенсио и соавторы (2019) рассматривают виды P. rylandsi, P. mittermeieri и P. pissinatti как младшие синонимы P. irrorata. Как Марш, так и Серрано-Вильявисенсио с соавторами, аргументировали свою позицию основываясь прежде всего на различиях в окраске шерсти. База данных Американского общества маммологов (ASM Mammal Diversity Database) следует классификации 2019 года, однако делает оговорку о необходимости дальнейших исследований. С другой стороны, Марш и Миттермайер (2021) в своём обзоре для Красной книги МСОП рассматривают вышеперечисленные виды отдельно. ITIS также признаёт P. rylandsi в качестве самостоятельного вида.

## Описание
Один из самых крупных представителей семейства. Морда безволосая, с чёрной кожей. Молодняк имеет чёрную шерсть с серебристым отливом. С возрастом становятся практически полностью белыми. Ладони и ступни белые.

## Распространение
Встречается на северо-западе Боливии, юго-востоке Перу и, вероятно, на юге штата Рондония и западе штата Мату-Гросу в Бразилии.